# Sfida al campione
Sfida al campione (Bunny Hugged) è un film del 1951 diretto da Chuck Jones. È un cortometraggio d'animazione della serie Merrie Melodies, uscito negli Stati Uniti il 10 marzo 1951.

## Trama
Un incontro di wrestling vede il Raffinato Ronaldo (una parodia di Gorgeous George) contro il campione in carica dei pesi massimi, il Torchio. Bugs Bunny, la mascotte del Raffinato Ronaldo, osserva da un angolo mentre il Torchio usa Ronaldo come un sacco da boxe. Preoccupato di perdere il lavoro, Bugs si offre di sostituirlo ed entra nel ring come "il Terrore Mascherato", indossando una maschera sul viso. Il Torchio vede il nuovo avversario come "carne fresca", si sbarazza di Ronaldo e insegue Bugs. Il coniglio cerca di lottare col Torchio, ma quest'ultimo è impassibile e lo fa letteralmente volare tra il pubblico. Quando viene catturato nella presa a forbice delle gambe del Torchio, Bugs si strappa la maschera facendo credere all'avversario di essersi rotto il costume. Bugs arriva nei panni di un sarto e, quando il Torchio gli chiede aiuto, Bugs gli infila un ago nel sedere facendolo volare urlando fuori dal ring. Il Torchio quindi torna alla carica, ma Bugs apre una porta blindata, lasciando che il Torchio la attraversi e rimbalzi sulle funi del ring prima di essere gettato di nuovo verso la porta ora chiusa. Poiché adesso il Torchio è stordito, Bugs riesce a bloccarlo a terra e viene dichiarato il nuovo campione. A questo punto il Torchio si rialza e dà la mano a Bugs, ma quando cerca di mordergli il braccio scopre che sta invece mordendo un candelotto di dinamite che gli esplode in faccia. Dopo che il Torchio sprofonda nel buco formatosi nel ring, Bugs cerca di mostrare i muscoli ma deve accettare di non averne.

## Distribuzione

### Edizione italiana
Il corto arrivò in Italia direttamente in televisione negli anni ottanta. Il doppiaggio fu eseguito dalla Effe Elle Due e diretto da Franco Latini su dialoghi di Maria Pinto, nei quali il Raffinato Ronaldo e il Torchio vengono chiamati rispettivamente Rubishing Ronald (storpiatura del suo nome originale Ravishing Ronald) e "il Distruttore", mentre il soprannome di Bugs diventa "il Killer Mascherato". Nel 1999 ne fu eseguito un ridoppiaggio televisivo ad opera della Time Out Cin.ca.

### Edizioni home video

#### VHS
America del Nord
- Bugs Bunny's Wacky Adventures (1985)

Italia
- Bugs Bunny's Wacky Adventures (1986)
- Bugs Bunny n. 2 (ottobre 1990)
- Bugs Bunny n. 3 (ottobre 1991)

#### Laserdisc
- Winner by a Hare (1992)

#### DVD e Blu-ray Disc
Il corto fu pubblicato in DVD-Video in America del Nord nel primo disco della raccolta Looney Tunes Golden Collection: Volume 2 (intitolato Bugs Bunny Masterpieces) distribuita il 2 novembre 2004, dove è visibile anche con la colonna internazionale; il DVD fu pubblicato in Italia il 16 marzo 2005 nella collana Looney Tunes Collection, col titolo Bugs Bunny: Volume 2. Fu poi incluso nel primo disco della raccolta DVD Looney Tunes Spotlight Collection Volume 8, uscita in America del Nord il 13 maggio 2014. Infine fu incluso, nuovamente con la colonna internazionale, nel primo disco della raccolta Looney Tunes Platinum Collection: Volume Three, uscita in America del Nord in Blu-ray Disc il 12 agosto 2014 e in DVD il 4 novembre.

## Accoglienza
nel 2010 il film fu selezionato per l'inclusione nel libro di Jerry Beck The 100 Greatest Looney Tunes Cartoons; in tale occasione lo sceneggiatore Paul Dini scrisse: "Molti buoni cartoni animati presentano un'animazione umana realistica. Ma un grande cartone animato presenta umani così selvaggiamente caricaturali che ogni movimento ci sembra reale. Sfida al campione è uno di questi cartoni animati. (...) Jones cattura abilmente ogni personaggio umano con la stessa facilità con cui raffigurerebbe Willy il Coyote e Beep Beep".